# Triodopsis platysayoides
Triodopsis platysayoides är en snäckart som först beskrevs av Brooks 1933.  Triodopsis platysayoides ingår i släktet Triodopsis och familjen Polygyridae. IUCN kategoriserar arten globalt som otillräckligt studerad. Inga underarter finns listade i Catalogue of Life.